# Pterolophia nigrodorsalis
Pterolophia nigrodorsalis là một loài bọ cánh cứng trong họ Cerambycidae.